# X Factor (Polska)
X Factor – polski program telewizyjny o charakterze rozrywkowym typu talent show. Był on adaptacją międzynarodowego formatu The X Factor, który został stworzony w 2004 w Wielkiej Brytanii przez Simona Cowella.
Polska wersja produkowana była przez FremantleMedia i emitowana w sobotnie wieczory przez TVN. Program przez dwie edycje był prowadzony przez Jarosława Kuźniara, a po jego rezygnacji od trzeciej edycji prowadzącą była Patricia Kazadi. W jury pierwszej edycji zasiadali Kuba Wojewódzki, Czesław Mozil i Maja Sablewska, jednak stacja nie przedłużyła kontraktu z Sablewską i w drugiej edycji została zastąpiona przez Tatianę Okupnik. W czwartej edycji do składu jurorskiego dołączyła Ewa Farna. Programu realizowany był w Zabrzu.
X Factor miał za zadanie wyłonić utalentowanych wokalnie ludzi (solistów i zespoły). Pierwszym etapem ich rywalizacji były pre-castingi w obecności producentów programu, następnie uczestnicy zakwalifikowani dalej występowali na właściwych castingach przy jurorach (po późniejszym montażu były one emitowane w telewizji). Po kilku kolejnych etapach eliminacyjnych została wybrana dziewiątka uczestników w trzech grupach: soliści do 24 lat, od 25 lat oraz zespoły wokalne. Każdej z grup został przydzielony jeden opiekun, którym jest wybrany juror programu. Uczestnicy prezentowali się w odbywanych co tydzień odcinkach na żywo, które retransmitowane były na żywo w TVN. Po eliminacji jednego z nich w każdym z odcinków, trójka finalistów prezentowała się w ostatnim odcinku, w którym wyłoniany był zwycięzca programu. Nagrodą w programie był czek o wartości 100 tys. złotych i kontrakt na nagranie albumu muzycznego.
Pierwsza edycja programu, którą wygrał Gienek Loska, odbyła się w pierwszej połowie 2011. Jej średnia oglądalność wyniosła 4,476 milionów widzów, a przychód z reklam wyniósł ok. 59 mln złotych, co uczyniło go najbardziej dochodowym programem w 2011 roku w polskiej telewizji. Druga edycja odbyła się wiosną 2012, wygrał ją Dawid Podsiadło. Trzecia edycja odbyła się wiosną 2013, wygrała ją Klaudia Gawor. W 2013 zrealizowano czwartą edycję, wygrał ją Artem Furman.
W październiku 2014 Kuba Wojewódzki oświadczył, że polska edycja X Factora nie będzie już kontynuowana.

## Geneza
Format The X Factor został stworzony w Wielkiej Brytanii w 2004 przez Simona Cowella jako zastępstwo za Pop Idol – podobny program, którego jedyne dwie edycje odbyły się między 2001 a 2003 rokiem (jego polska adaptacja, Idol, trwała w latach 2002–2005 i 2017, natomiast amerykańska, American Idol, trwała w latach 2002–2016). Obecnie na świecie emitowane jest ponad trzydzieści regionalnych wersji The X Factor. Amerykańska zadebiutowała na antenie FOX jesienią 2011 i zakończyła swoją emisję po trzech sezonach.
W listopadzie 2010 TVN ogłosił prace nad następcą emitowanego przed laty w telewizji Polsat programu Idol. W styczniu 2011 potwierdzono natomiast, że show zostanie poprowadzony przez dziennikarza TVN24, Jarosława Kuźniara, a w jego jury zasiądą: Kuba Wojewódzki (prowadzący w TVN swój autorski program Kuba Wojewódzki, a wcześniej juror programów Idol i Mam talent!), muzyk Czesław Mozil (śpiewający i grający na akordeonie w zespole Czesław Śpiewa) oraz Maja Sablewska (menedżerka gwiazd takich jak Doda czy Edyta Górniak). Jesienią tego samego roku ogłoszono, że wiosną 2012 odbędzie się druga edycja show, w której nie weźmie udziału Sablewska. W internecie pojawiły się spekulacje, jakoby jej miejsce w składzie jurorskim miały zająć wokalistki Maria Peszek i Basia Trzetrzelewska czy aktorka Małgorzata Kożuchowska, jednak pogłoski o udziale każdej z nich w programie zostały zdementowane. 5 stycznia 2012 ogłoszono, że trzecim jurorem w programie będzie wokalistka Tatiana Okupnik. 21 listopada 2012 media podały, że z programu odchodzi prowadzący, Jarosław Kuźniar. 13 grudnia ogłoszono, że nową prowadzącą zostanie Patricia Kazadi. Do składu jurorskiego 4 edycji, której premiera odbyła się wiosną 2014, dołączyła Ewa Farna.

## Format
Kolejne etapy to: pre-castingi, castingi, eliminacje, domy jurorów i występy na żywo.
- Pre-castingi (przesłuchania producenckie) odbywały się bez obecności jurorów i kamer telewizyjnych, i nie stanowiły części programu w telewizji. Uczestnicy prezentowali swoje utwory przed reżyserem i producentem programu a cappella (czyli bez podkładu instrumentalnego), a zadaniem tej dwójki był wybór ok. pięciuset podmiotów zakwalifikowanych do następnego etapu.
- Castingi odbywały się w obecności jurorów i kamer telewizyjnych – był to pierwszy etap obecny na ekranach w telewizji. Wybrane występy prezentowane były w pierwszych pięciu odcinkach emitowanych w telewizji. Uczestnicy przygotowywali uprzednio płytę CD-Audio, na której nagrane były dwa podkłady instrumentalne, a podczas występu wykonawca śpiewa jeden z nich, przy czym drugi spełnia funkcję „zastępczego”. Przewodniczący jury (we wszystkich edycjach był to Kuba Wojewódzki) miał prawo przerwać występ w dowolnym momencie poprzez podniesienie ręki. Później jury komentowało występ i głosowało na „tak” lub „nie”, a warunkiem przejścia do kolejnego etapu było uzyskanie przynajmniej dwóch (od 4 edycji – trzech) pozytywnych głosów. Jurorzy wybierali podczas castingów ok. stu podmiotów, które brały dalszy udział w konkursie.
- Eliminacje (Bootcamp) odbywały się poprzez kilka etapów, w trakcie których uczestnicy śpiewali solo lub grupowo (tyczy się to również solistów, którzy wykonują wybrane wcześniej utwory z innymi). Po każdym z tych etapów jurorzy dokonywali selekcji, ostatecznie wybierając piętnastkę (od 4 edycji – dwudziestkę), która przechodziła dalej. Pięć podmiotów tworzyło grupę solistów do 24 lat (od 4 edycji podział na kobiet i mężczyzn), kolejne pięć – solistów powyżej 25 lat, a kolejne pięć – zespołów składających się z co najmniej dwóch osób. Każdemu z jurorów zostawała przyporządkowana jedna z tych grup. Eliminacje były rejestrowane przez kamery i emitowane w jednym odcinku telewizyjnym (w 4 edycji dwóch).
- Domy jurorów to etap, który odbywał się w domach sędziów. Każdy z nich był wspierany przez profesjonalnego muzyka. Uczestnicy prezentowali wybrane przez jurora utwory przed nim i jego doradcą, a zadaniem owej dwójki był dobór trzech podmiotów, które przechodziły dalej i wyeliminowanie dwóch. Każda z grup śpiewała przed jurorem, który został jej wcześniej przyporządkowany. Etap ten był rejestrowany przez kamery i emitowany w jednym odcinku telewizyjnym.
- Występy na żywo odbywały się w warszawskim studiu stacji TVN w sobotnie (w pierwszej edycji w niedzielne) wieczory i były emitowane na żywo w telewizji. Sześć (w 4 edycji – pięć) pierwszych odcinków to półfinały, natomiast ostatni, siódmy (w 4 edycji – szósty), był finałem. Każdy z nich miał ustaloną wcześniej tematykę utworów, której stosują się wszyscy uczestnicy; przez cały tydzień poprzedzający dany odcinek trenowali oni, mając możliwość korzystania z usług profesjonalistów, takich jak trenerzy wokalni, choreografowie i styliści. W każdym z odcinków wszyscy wykonawcy prezentowali po jednym lub dwóch utworach, a przez czas trwania show widzowie głosowali na swoich faworytów wysyłając SMS-y lub dzwoniąc na podany numer. Dwójka podmiotów, która zyskała w danym odcinku najmniej głosów, brała udział w dogrywce, w której wykonywali po jeszcze jednym utworze, po czym jurorzy głosowali na tego, który ich zdaniem był lepszy, a ten, który zyskał mniej głosów odpadła z programu. W każdym kolejnym odcinku ilość uczestników była o jeden mniejsza niż tydzień wcześniej. W finale brała udział trójka osób/zespołów, a laureat pierwszego miejsca wygrywał program i zdobywał 100 tys. złotych, kontrakt z wytwórnią Sony BMG opiewający na wydanie debiutanckiego albumu oraz (w IV edycji) samochód osobowy (Fiat 500). W czwartej edycji nastąpiły zmiany. W każdym odcinku live (oprócz półfinału) odpadało dwoje artystów. Zagrożona była trójka podmiotów, która uzyskała w danym odcinku najmniej głosów. Ten, kto dostał ich najmniej, odpadał z programu, a reszta zagrożonych trafiała do dogrywki. Po wykonaniu piosenek przez uczestników dogrywki jurorzy głosowali na dotychczasowych zasadach, z tym że jeśli uczestnicy dostali po dwa głosy, odpadał ten, kto zyskał mniej głosów. W półfinale dwoje uczestników przeszło do finału, a reszta trafiła do dogrywki, czyli odpadł jeden uczestnik.

## Uczestnicy

### I edycja
| – soliści, 16–24 lat – Kuba Wojewódzki |
| – soliści, 25+ lat – Czesław Mozil     |
| – zespoły – Maja Sablewska             |

|  | Miejsce | Osoba/Zespół                       |
|  | ------- | ---------------------------------- |
|  | 1.      | Gienek Loska                       |
|  | 2.      | Michał Szpak                       |
|  | 3.      | Ada Szulc                          |
|  | 4.      | Małgorzata Szczepańska-Stankiewicz |
|  | 5.      | Dziewczyny                         |
|  | 6.      | Mats Meguenni                      |
|  | 7.      | Sweet Rebels                       |
|  | 8.      | William Malcolm                    |
|  | 9.      | Avocado                            |

### II edycja
| – soliści, 16–24 lat – Tatiana Okupnik |
| – soliści, 25+ lat – Kuba Wojewódzki   |
| – zespoły – Czesław Mozil              |

|  | Miejsce | Osoba/Zespół     |
|  | ------- | ---------------- |
|  | 1.      | Dawid Podsiadło  |
|  | 2.      | Marcin Spenner   |
|  | 3.      | The Chance       |
|  | 4.      | Ewelina Lisowska |
|  | 5.      | Soul City        |
|  | 6.      | Joanna Kwaśnik   |
|  | 7.      | Anna Antonik     |
|  | 8.      | Paweł Binkiewicz |
|  | 9.      | De Facto         |

### III edycja
| – soliści, 16–24 lat – Kuba Wojewódzki |
| – soliści, 25+ lat – Czesław Mozil     |
| – zespoły – Tatiana Okupnik            |

|  | Miejsce | Osoba/Zespół   |
|  | ------- | -------------- |
|  | 1.      | Klaudia Gawor  |
|  | 2.      | Grzegorz Hyży  |
|  | 3.      | Wojciech Ezzat |
|  | 4.      | Maja Hyży      |
|  | 5.      | Girls on Fire  |
|  | 6.      | Aicha & Asteya |
|  | 7.      | Filip Mettler  |
|  | 8.      | Olga Barej     |
|  | 9.      | The Voices     |

### IV edycja
| – soliści, mężczyźni (16–24 lat) – Czesław Mozil |
| – soliści, kobiety (16-24 lat) – Ewa Farna       |
| – soliści, 25+ lat – Tatiana Okupnik             |
| – zespoły – Kuba Wojewódzki                      |

|  | Miejsce | Osoba/Zespół              |
|  | ------- | ------------------------- |
|  | 1.      | Artem Furman              |
|  | 2.      | Marta Bijan               |
|  | 3.      | Anna Tacikowska           |
|  | 4.      | Jakub Jonkisz             |
|  | 5.      | Trzynasta w Samo Południe |
|  | 6.      | Cała Góra Barwinków       |
|  | 7.      | Hatbreakers               |
|  | 8.      | Magdalena Bal             |
|  | 9.      | Daria Zawiałow            |
|  | 10.     | Jakub Jurzyk              |
|  | 11.     | Joao De Sousa             |
|  | 12.     | Karolina Duszkiewicz      |

## Spis serii
| Edycja | Odcinki    | Premiera       | Finał          | Emisja           |
| ------ | ---------- | -------------- | -------------- | ---------------- |
| 1      | 1–14 (14)  | 6 marca 2011   | 5 czerwca 2011 | niedziela, 20:00 |
| 2      | 15–28 (14) | 3 marca 2012   | 2 czerwca 2012 | sobota, 20:00    |
| 3      | 29–42 (14) | 23 lutego 2013 | 25 maja 2013   | sobota, 20:00    |
| 4      | 43–56 (14) | 1 marca 2014   | 31 maja 2014   | sobota, 20:00    |

## Oglądalność
Tabela z liczbą osób oglądających dany odcinek według Nielsen Audience Measurement.
| Odcinek             | I edycja                     | II edycja                    | III edycja                   | IV edycja                    |
| ------------------- | ---------------------------- | ---------------------------- | ---------------------------- | ---------------------------- |
| 1                   | 4 302 923 (6 marca 2011)     | 3 295 328 (3 marca 2012)     | 3 795 983 (23 lutego 2013)   | 2 480 602 (1 marca 2014)     |
| 2                   | 4 975 529 (13 marca 2011)    | 4 011 647 (10 marca 2012)    | 3 739 828 (2 marca 2013)     | 2 564 387 (8 marca 2014)     |
| 3                   | 4 741 172 (20 marca 2011)    | 3 734 058 (17 marca 2012)    | 3 533 616 (9 marca 2013)     | 2 811 625 (15 marca 2014)    |
| 4                   | 4 729 813 (27 marca 2011)    | 3 799 388 (24 marca 2012)    | 3 516 578 (16 marca 2013)    | 2 524 397 (22 marca 2014)    |
| 5                   | 4 554 344 (3 kwietnia 2011)  | 3 737 207 (31 marca 2012)    | 3 835 956 (23 marca 2013)    | 3 078 763 (29 marca 2014)    |
| 6                   | 5 514 716 (10 kwietnia 2011) | 3 480 242 (7 kwietnia 2012)  | 3 075 405 (30 marca 2013)    | 2 523 809 (5 kwietnia 2014)  |
| 7                   | 4 391 736 (17 kwietnia 2011) | 3 055 728 (14 kwietnia 2012) | 2 660 557 (6 kwietnia 2013)  | 2 630 000 (12 kwietnia 2014) |
| 8                   | 3 863 978 (24 kwietnia 2011) | 2 927 691 (21 kwietnia 2012) | 2 997 794 (13 kwietnia 2013) | 1 812 679 (19 kwietnia 2014) |
| 9                   | 3 785 429 (1 maja 2011)      | 2 356 881 (28 kwietnia 2012) | 2 478 378 (20 kwietnia 2013) | 1 799 725 (26 kwietnia 2014) |
| 10                  | 4 382 362 (8 maja 2011)      | 2 572 715 (5 maja 2012)      | 2 368 109 (27 kwietnia 2013) | 2 273 826 (3 maja 2014)      |
| 11                  | 4 309 266 (15 maja 2011)     | 2 763 491 (12 maja 2012)     | 2 391 181 (4 maja 2013)      | 1 643 882 (10 maja 2014)     |
| 12                  | 4 221 245 (22 maja 2011)     | 2 673 830 (19 maja 2012)     | 2 426 957 (11 maja 2013)     | 1 844 782 (17 maja 2014)     |
| 13                  | 4 457 276 (29 maja 2011)     | 2 384 669 (26 maja 2012)     | 2 252 811 (18 maja 2013)     | 1 694 487 (24 maja 2014)     |
| 14                  | 4 694 085 (5 czerwca 2011)   | 3 124 795 (2 czerwca 2012)   | 3 126 014 (25 maja 2013)     | 1 852 782 (31 maja 2014)     |
| Średnia oglądalność | 4 494 562                    | 3 136 976                    | 2 966 226                    | 2 176 553                    |